# Moreirense Futebol Clube
Il Moreirense Futebol Clube, meglio noto come Moreirense, è una società calcistica portoghese con sede a Moreira de Cónegos, freguesia di Guimarães. Fondata il 1º novembre 1938, nella stagione 2023-2024 milita nella Primeira Liga, il massimo livello del calcio portoghese.

## Storia
Raggiunse la seconda divisione nel 1995, ritornando a disputarla così dopo sei anni, e l'anno dopo fu subito promossa in prima divisione, tutto sotto la guida dell'allenatore Manuel Machado.
Dal 2002 al 2004 la squadra ottenne due posizioni di media classifica nella prima divisione, ottenendo come miglior risultato la nona posizione. Dopo la dipartita dell'allenatore Manuel Machado a favore dei vicini del Vitória Guimarães, il club dovette affrontare due retrocessioni consecutive, per poi ritornare in seconda divisione nel 2010 e in prima nel 2012.
Il 29 gennaio 2017 vince il suo primo trofeo nazionale, battendo nella finale di Taça da Liga il Braga per 0-1.

## Palmarès

### Competizioni nazionali
- Coppa di Lega portoghese: 1

2016-2017
- Segunda Liga: 3

2001–2002, 2013-2014, 2022-2023
- Segunda Divisão (3º livello): 1994–1995, 2000–2001

### Altri piazzamenti
- Coppa del Portogallo:

Semifinalista: 1999-2000
- Segunda Liga:

Secondo posto: 2011-2012

## Organico

### Rosa 2024-2025
| N. |                               | Ruolo | Calciatore       |
| -- | ----------------------------- | ----- | ---------------- |
| 2  | Brasile (bandiera)            | D     | Fabiano          |
| 3  | Brasile (bandiera)            | D     | Michel           |
| 5  | Portogallo (bandiera)         | D     | Sidnei Tavares   |
| 6  | Portogallo (bandiera)         | C     | Ismael           |
| 7  | Portogallo (bandiera)         | C     | Hernâni          |
| 8  | Portogallo (bandiera)         | C     | Ivo Rodrigues    |
| 9  | Guinea Equatoriale (bandiera) | A     | Luis Asué        |
| 10 | Curaçao (bandiera)            | C     | Jeremy Antonisse |
| 11 | Brasile (bandiera)            | C     | Alanzinho        |
| 15 | Portogallo (bandiera)         | D     | Leonardo Buta    |
| 16 | Portogallo (bandiera)         | P     | Mika             |
| 17 | Spagna (bandiera)             | A     | Cédric Teguía    |
| 19 | Spagna (bandiera)             | A     | Joel Jorquera    |

| N. |                        | Ruolo | Calciatore          |
| -- | ---------------------- | ----- | ------------------- |
| 20 | Portogallo (bandiera)  | C     | Benny               |
| 21 | Portogallo (bandiera)  | C     | Pedro Santos        |
| 22 | Portogallo (bandiera)  | P     | Caio Secco          |
| 23 | Paesi Bassi (bandiera) | D     | Godfried Frimpong   |
| 26 | Brasile (bandiera)     | D     | Maracás             |
| 28 | Portogallo (bandiera)  | C     | Guilherme Liberato  |
| 31 | Brasile (bandiera)     | C     | Madson              |
| 40 | Brasile (bandiera)     | P     | Kewin               |
| 44 | Brasile (bandiera)     | D     | Marcelo             |
| 66 | Portogallo (bandiera)  | D     | Gilberto Batista    |
| 76 | Portogallo (bandiera)  | D     | Dinis Pinto         |
| 80 | Ghana (bandiera)       | C     | Lawrence Ofori      |
| 95 | Brasile (bandiera)     | A     | Guilherme Schettine |

### Rosa 2023-2024
| N. |                       | Ruolo | Calciatore        |
| -- | --------------------- | ----- | ----------------- |
| 2  | Brasile (bandiera)    | D     | Fabiano Silva     |
| 4  | Portogallo (bandiera) | D     | Rafael Santos     |
| 6  | Portogallo (bandiera) | C     | Ismael            |
| 7  | Brasile (bandiera)    | A     | Matheus Aiás      |
| 9  | Brasile (bandiera)    | A     | André Luis        |
| 10 | Portogallo (bandiera) | C     | Pedro Aparício    |
| 11 | Brasile (bandiera)    | C     | Alanzinho         |
| 12 | Portogallo (bandiera) | P     | Mika              |
| 13 | Senegal (bandiera)    | D     | Alhassane Sylla   |
| 14 | Capo Verde (bandiera) | D     | Carlos Ponck      |
| 17 | Curaçao (bandiera)    | C     | Jeremy Antonisse  |
| 18 | Portogallo (bandiera) | D     | Pedro Amador      |
| 19 | Portogallo (bandiera) | C     | João Camacho      |
| 21 | Sudafrica (bandiera)  | C     | Kobamelo Kodisang |
| 22 | Portogallo (bandiera) | P     | Caio Secco        |

| N. |                        | Ruolo | Calciatore        |
| -- | ---------------------- | ----- | ----------------- |
| 23 | Paesi Bassi (bandiera) | D     | Godfried Frimpong |
| 26 | Brasile (bandiera)     | D     | Maracás           |
| 28 | Portogallo (bandiera)  | C     | Hernâni           |
| 31 | Brasile (bandiera)     | C     | Madson            |
| 32 | Brasile (bandiera)     | A     | Vinicius Mingotti |
| 40 | Brasile (bandiera)     | P     | Kewin             |
| 44 | Brasile (bandiera)     | D     | Marcelo           |
| 66 | Portogallo (bandiera)  | D     | Gilberto Batista  |
| 76 | Portogallo (bandiera)  | D     | Dinis Pinto       |
| 80 | Ghana (bandiera)       | C     | Lawrence Ofori    |
| 88 | Portogallo (bandiera)  | C     | Gonçalo Franco    |
| 90 | Portogallo (bandiera)  | A     | Rodrigo Macedo    |
|    | Portogallo (bandiera)  | D     | Leonardo Buta     |
|    | Portogallo (bandiera)  | C     | André Castro      |

### Rosa 2022-2023
| N. |                          | Ruolo | Calciatore               |
| -- | ------------------------ | ----- | ------------------------ |
| 1  | Portogallo (bandiera)    | P     | Sérgio Dutra             |
| 3  | Brasile (bandiera)       | D     | Hugo Gomes               |
| 4  | Portogallo (bandiera)    | D     | Rafael Santos            |
| 5  | Portogallo (bandiera)    | C     | Ismael                   |
| 6  | Portogallo (bandiera)    | C     | Fábio Pacheco (capitano) |
| 7  | Brasile (bandiera)       | C     | Walterson                |
| 9  | Brasile (bandiera)       | A     | André Luis               |
| 10 | Portogallo (bandiera)    | C     | Pedro Aparício           |
| 11 | Brasile (bandiera)       | C     | Alanzinho                |
| 13 | Portogallo (bandiera)    | D     | Luís Rocha               |
| 14 | Brasile (bandiera)       | P     | Mateus Pasinato          |
| 16 | Guinea-Bissau (bandiera) | C     | Sori Mané                |
| 18 | Portogallo (bandiera)    | D     | Pedro Amador             |

| N. |                        | Ruolo | Calciatore        |
| -- | ---------------------- | ----- | ----------------- |
| 19 | Portogallo (bandiera)  | C     | João Camacho      |
| 21 | Sudafrica (bandiera)   | C     | Kobamelo Kodisang |
| 22 | Portogallo (bandiera)  | D     | David Bruno       |
| 23 | Paesi Bassi (bandiera) | D     | Godfried Frimpong |
| 31 | Brasile (bandiera)     | C     | Madson            |
| 40 | Brasile (bandiera)     | P     | Kewin             |
| 42 | Venezuela (bandiera)   | D     | Víctor García     |
| 43 | Brasile (bandiera)     | D     | Lucas Freitas     |
| 80 | Ghana (bandiera)       | C     | Lawrence Ofori    |
| 88 | Portogallo (bandiera)  | C     | Gonçalo Franco    |
| 95 | Bulgaria (bandiera)    | A     | Stivăn Petkov     |
| 99 | Brasile (bandiera)     | A     | Platiny           |
|    | Senegal (bandiera)     | D     | Alhassane Sylla   |

### Rosa 2021-2022
| N. |                          | Ruolo | Calciatore             |
| -- | ------------------------ | ----- | ---------------------- |
| 1  | Brasile (bandiera)       | P     | Kewin                  |
| 2  | Portogallo (bandiera)    | D     | Rodrigo Conceição      |
| 3  | Serbia (bandiera)        | D     | Lazar Rosić (capitano) |
| 4  | Portogallo (bandiera)    | D     | Artur Jorge            |
| 6  | Portogallo (bandiera)    | C     | Fábio Pacheco          |
| 7  | Brasile (bandiera)       | C     | Walterson              |
| 8  | Guinea (bandiera)        | C     | Ibrahima Camará        |
| 9  | Brasile (bandiera)       | A     | André Luis             |
| 11 | Brasile (bandiera)       | C     | Yan                    |
| 13 | Brasile (bandiera)       | D     | Matheus Silva          |
| 14 | Brasile (bandiera)       | P     | Mateus Pasinato        |
| 16 | Guinea-Bissau (bandiera) | C     | Sori Mané              |
| 19 | Canada (bandiera)        | D     | Steven Vitória         |

| N. |                        | Ruolo | Calciatore        |
| -- | ---------------------- | ----- | ----------------- |
| 23 | Paesi Bassi (bandiera) | D     | Godfried Frimpong |
| 25 | Croazia (bandiera)     | C     | Nikola Jambor     |
| 27 | Brasile (bandiera)     | A     | Derik Lacerda     |
| 28 | Brasile (bandiera)     | D     | Pablo Santos      |
| 35 | Brasile (bandiera)     | C     | Jefferson         |
| 36 | Portogallo (bandiera)  | P     | Miguel Oliveira   |
| 37 | Brasile (bandiera)     | C     | Galego            |
| 66 | Brasile (bandiera)     | C     | Rúben Ramos       |
| 77 | Brasile (bandiera)     | D     | Paulinho          |
| 81 | Portogallo (bandiera)  | D     | Pedro Amador      |
| 88 | Portogallo (bandiera)  | C     | Gonçalo Franco    |
| 99 | Brasile (bandiera)     | A     | Rafael Martins    |

### Rosa 2020-2021
| N. |                          | Ruolo | Calciatore        |
| -- | ------------------------ | ----- | ----------------- |
| 1  | Brasile (bandiera)       | P     | Kewin             |
| 2  | Belgio (bandiera)        | D     | Anthony D'Alberto |
| 3  | Serbia (bandiera)        | D     | Lazar Rosić       |
| 4  | Venezuela (bandiera)     | D     | Nahuel Ferraresi  |
| 6  | Portogallo (bandiera)    | C     | Fábio Pacheco     |
| 8  | Guinea (bandiera)        | C     | Ibrahima Camará   |
| 10 | Brasile (bandiera)       | A     | Felipe Pires      |
| 11 | Brasile (bandiera)       | C     | Lucas Rodrigues   |
| 12 | Brasile (bandiera)       | A     | André Luis        |
| 13 | Brasile (bandiera)       | D     | Matheus Silva     |
| 14 | Brasile (bandiera)       | P     | Mateus Pasinato   |
| 16 | Guinea-Bissau (bandiera) | C     | Sori Mané         |
| 17 | Brasile (bandiera)       | C     | Yan               |
| 19 | Canada (bandiera)        | D     | Steven Vitória    |
| 21 | Portogallo (bandiera)    | C     | Filipe Soares     |

| N. |                       | Ruolo | Calciatore        |
| -- | --------------------- | ----- | ----------------- |
| 22 | Portogallo (bandiera) | C     | David Simão       |
| 23 | Senegal (bandiera)    | D     | Abdoulaye Ba      |
| 25 | Portogallo (bandiera) | D     | Afonso Figueiredo |
| 26 | Portogallo (bandiera) | C     | Alex Soares       |
| 27 | Portogallo (bandiera) | C     | Pedro Nuno        |
| 29 | Brasile (bandiera)    | D     | Reynaldo          |
| 33 | Brasile (bandiera)    | C     | Galego            |
| 36 | Portogallo (bandiera) | P     | Miguel Oliveira   |
| 72 | Brasile (bandiera)    | A     | Derik Lacerda     |
| 75 | Portogallo (bandiera) | D     | Abdu Conté        |
| 77 | Brasile (bandiera)    | A     | Walterson         |
| 81 | Portogallo (bandiera) | D     | Pedro Amador      |
| 88 | Portogallo (bandiera) | C     | Gonçalo Franco    |
| 99 | Brasile (bandiera)    | A     | Rafael Martins    |

### Rosa 2019-2020
| N. |                          | Ruolo | Calciatore        |
| -- | ------------------------ | ----- | ----------------- |
| 1  | Portogallo (bandiera)    | P     | Nuno Macedo       |
| 2  | Portogallo (bandiera)    | D     | João Aurélio      |
| 3  | Serbia (bandiera)        | D     | Lazar Rosić       |
| 4  | Brasile (bandiera)       | D     | Iago Santos       |
| 5  | Belgio (bandiera)        | D     | Anthony D'Alberto |
| 6  | Portogallo (bandiera)    | C     | Fábio Pacheco     |
| 7  | Brasile (bandiera)       | A     | Nenê              |
| 8  | Guinea (bandiera)        | C     | Ibrahima Camará   |
| 9  | Uruguay (bandiera)       | A     | David Texeira     |
| 10 | Francia (bandiera)       | C     | Bilel Aouacheria  |
| 14 | Brasile (bandiera)       | P     | Mateus Pasinato   |
| 16 | Guinea-Bissau (bandiera) | C     | Sori Mané         |
| 17 | Brasile (bandiera)       | A     | Lucas Rodrigues   |

| N. |                       | Ruolo | Calciatore      |
| -- | --------------------- | ----- | --------------- |
| 19 | Canada (bandiera)     | D     | Steven Vitória  |
| 20 | Brasile (bandiera)    | D     | Djavan          |
| 21 | Portogallo (bandiera) | C     | Filipe Soares   |
| 22 | Sudafrica (bandiera)  | A     | Luther Singh    |
| 23 | Algeria (bandiera)    | D     | Rafik Halliche  |
| 26 | Portogallo (bandiera) | C     | Alex Soares     |
| 27 | Portogallo (bandiera) | C     | Pedro Nuno      |
| 29 | Angola (bandiera)     | A     | Fábio Abreu     |
| 70 | Portogallo (bandiera) | A     | Luís Machado    |
| 75 | Portogallo (bandiera) | D     | Abdu Conté      |
| 88 | Portogallo (bandiera) | P     | Pedro Trigueira |
| 97 | Brasile (bandiera)    | C     | Luiz Henrique   |

### Rosa 2018-2019
| N. |                       | Ruolo | Calciatore         |
| -- | --------------------- | ----- | ------------------ |
| 1  | Portogallo (bandiera) | P     | Nuno Macedo        |
| 2  | Portogallo (bandiera) | D     | João Aurélio       |
| 4  | Brasile (bandiera)    | D     | Iago Santos        |
| 5  | Portogallo (bandiera) | D     | Rúben Lima         |
| 6  | Portogallo (bandiera) | C     | Fábio Pacheco      |
| 8  | Brasile (bandiera)    | C     | Alan Schons        |
| 9  | Uruguay (bandiera)    | A     | David Texeira      |
| 10 | Francia (bandiera)    | A     | Bilel Aouacheria   |
| 11 | Brasile (bandiera)    | A     | Nenê               |
| 13 | Portogallo (bandiera) | A     | Ricardo Almeida    |
| 14 | Portogallo (bandiera) | D     | Ivanildo Fernandes |
| 17 | Brasile (bandiera)    | A     | Lucas              |
| 18 | Brasile (bandiera)    | P     | Jhonatan           |

| N. |                       | Ruolo | Calciatore         |
| -- | --------------------- | ----- | ------------------ |
| 21 | Argentina (bandiera)  | C     | Patricio Rodríguez |
| 22 | Portogallo (bandiera) | C     | Chiquinho          |
| 23 | Algeria (bandiera)    | D     | Rafik Halliche     |
| 21 | Portogallo (bandiera) | C     | Pedro Nuno         |
| 31 | Senegal (bandiera)    | C     | Loum N'Diaye       |
| 37 | Brasile (bandiera)    | D     | Bruno Silva        |
| 40 | Egitto (bandiera)     | C     | Zizo               |
| 73 | Portogallo (bandiera) | A     | Heriberto Tavares  |
| 77 | Portogallo (bandiera) | C     | Arsénio            |
| 82 | Belgio (bandiera)     | D     | Anthony D'Alberto  |
| 88 | Portogallo (bandiera) | P     | Pedro Trigueira    |
| 91 | Brasile (bandiera)    | C     | Neto               |

### Rosa 2015-2016
| N. |                       | Ruolo | Calciatore     |
| -- | --------------------- | ----- | -------------- |
| 1  | Brasile (bandiera)    | P     | Nilson         |
| 3  | Portogallo (bandiera) | D     | André Micael   |
| 4  | Brasile (bandiera)    | D     | Danielson      |
| 5  | Portogallo (bandiera) | D     | André Marques  |
| 6  | Brasile (bandiera)    | D     | Evaldo         |
| 7  | Brasile (bandiera)    | C     | Alan Schons    |
| 8  | Portogallo (bandiera) | C     | André Fontes   |
| 9  | Paraguay (bandiera)   | A     | Ramón Cardozo  |
| 11 | Ghana (bandiera)      | A     | Ernest Ohemeng |
| 12 | Portogallo (bandiera) | D     | Pedro Coronas  |
| 13 | Portogallo (bandiera) | D     | João Sousa     |
| 17 | Portogallo (bandiera) | A     | Ença Fati      |
| 19 | Portogallo (bandiera) | A     | João Vieira    |
| 21 | Portogallo (bandiera) | C     | Tiago Morgado  |

| N. |                       | Ruolo | Calciatore       |
| -- | --------------------- | ----- | ---------------- |
| 23 | Portogallo (bandiera) | C     | Vítor Gomes      |
| 25 | Brasile (bandiera)    | C     | Luís Carlos      |
| 26 | Brasile (bandiera)    | D     | Marcelo Oliveira |
| 27 | Capo Verde (bandiera) | C     | Patrick Andrade  |
| 29 | Ghana (bandiera)      | A     | Emmanuel Boateng |
| 30 | Portogallo (bandiera) | C     | Rafa Sousa       |
| 45 | Portogallo (bandiera) | A     | Iuri Medeiros    |
| 51 | Serbia (bandiera)     | P     | Igor Stefanović  |
| 60 | Portogallo (bandiera) | C     | João Palhinha    |
| 66 | Portogallo (bandiera) | C     | Filipe Gonçalves |
| 92 | Brasile (bandiera)    | P     | Victor Braga     |
| 95 | Senegal (bandiera)    | D     | Pierre Sagna     |
| 99 | Brasile (bandiera)    | A     | Rafael Martins   |
|    | Portogallo (bandiera) | C     | Fábio Espinho    |

## Allenatori
Di seguito è riportata la lista degli allenatori che si sono succeduti alla guida del club nella sua storia dalla stagione 1991-1992 ad oggi.
- 1991-1992  Armindo Cunha
- 1993-1994  Ferreirinha
- 1994-1999  Carlos Garcia
- 1999-2000  Bernardino Pedroto (30 mag.-9 dic.)
 João Cavaleiro (9 dic.-14 mag.)
- 2000-2004  Manuel Machado
- 2004-2005  Vítor Oliveira (7 giu.-3 apr.)
 Jorge Jesus (5 apr.-22 mag.)
- 2005-2006  Vítor Paneira (23 mag.-17 ott.)
 João Carlos Pereira (17 ott.-27 feb.)
 José Gomes (1 mar.-5 mag.)
- 2006-2007  Dito
- 2007-2008  Dito (1 lug.-13 nov.)
 Daniel Ramos (13 nov.-4 mag.)
- 2008-2009  Nicolau Vaqueiro
- 2009- 2012  Jorge Casquilha
- 2012-2013  Jorge Casquilha (1 lug.-30 gen.)
 Augusto Inácio (30 gen.-19 mag.)
- 2013-2014  Vítor Oliveira (20 mag.-10 mar.)
 Toni Conceição (20 mar.-15 mag.)
- 2014-2016  Miguel Leal
- 2016-2017  Pepa (20 mag.-21 nov.)
 Leandro Mendes (22 nov.-28 nov.)
 Augusto Inácio (28 nov.-20 mar.)
 Petit (20 mar.-26 mag.)
- 2017-2018  Manuel Machado (27 mag.-28 ott.)
 Sérgio Vieira (31 ott.-13 feb.)
 Petit (12 feb.-13 mag.)
- 2018-2019  Ivo Vieira
- 2019-2020  Vítor Campelos (27 mag.-16 dic.)
 Ricardo Soares (18 dic.-30 giu.)
- 2020-2021  Ricardo Soares (1 lug.-9 nov.)
 César Peixoto (10 nov.-2 gen.)
 Vasco Seabra (6 gen.-5 giu.)
- 2021-2022  João Henriques (5 giu.-2 dic.)
 Lito Vidigal (4 dic.–5 gen.)
 Ricardo Sá Pinto (7 gen.–31 mag.)
- 2022-2023  Paulo Alves
- 2023-2024  Rui Borges
- 2024-2025  César Peixoto (1 lug.–1 mar.)
 Cristiano Bacci (1 mar.–30 giu.)